# 支持賀錦麗的前川普政府官員名單
部分由唐納·川普任命或曾於其內閣任職的前官員，於2024年總統大選中支持賀錦麗。半數第一次川普內閣成員並未支持其2024年的參選。

## 白宮官員

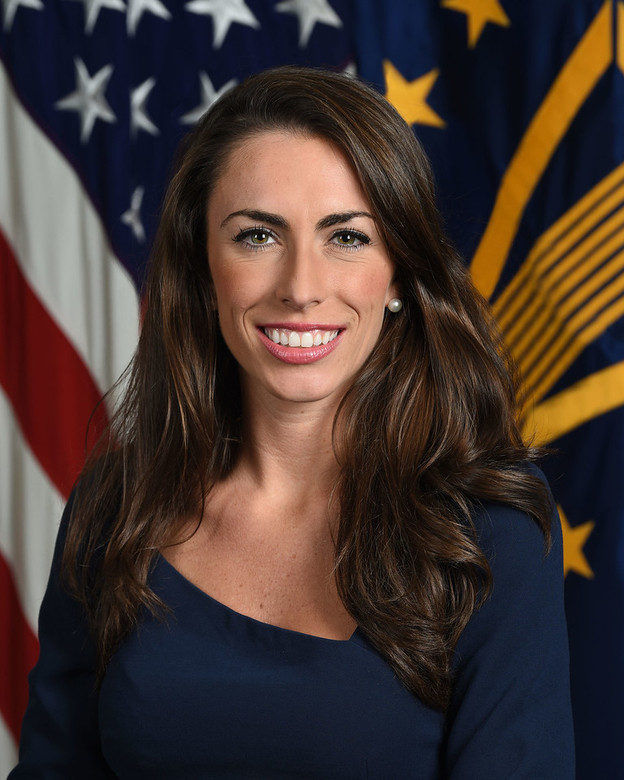
阿莉莎·法拉·格里芬

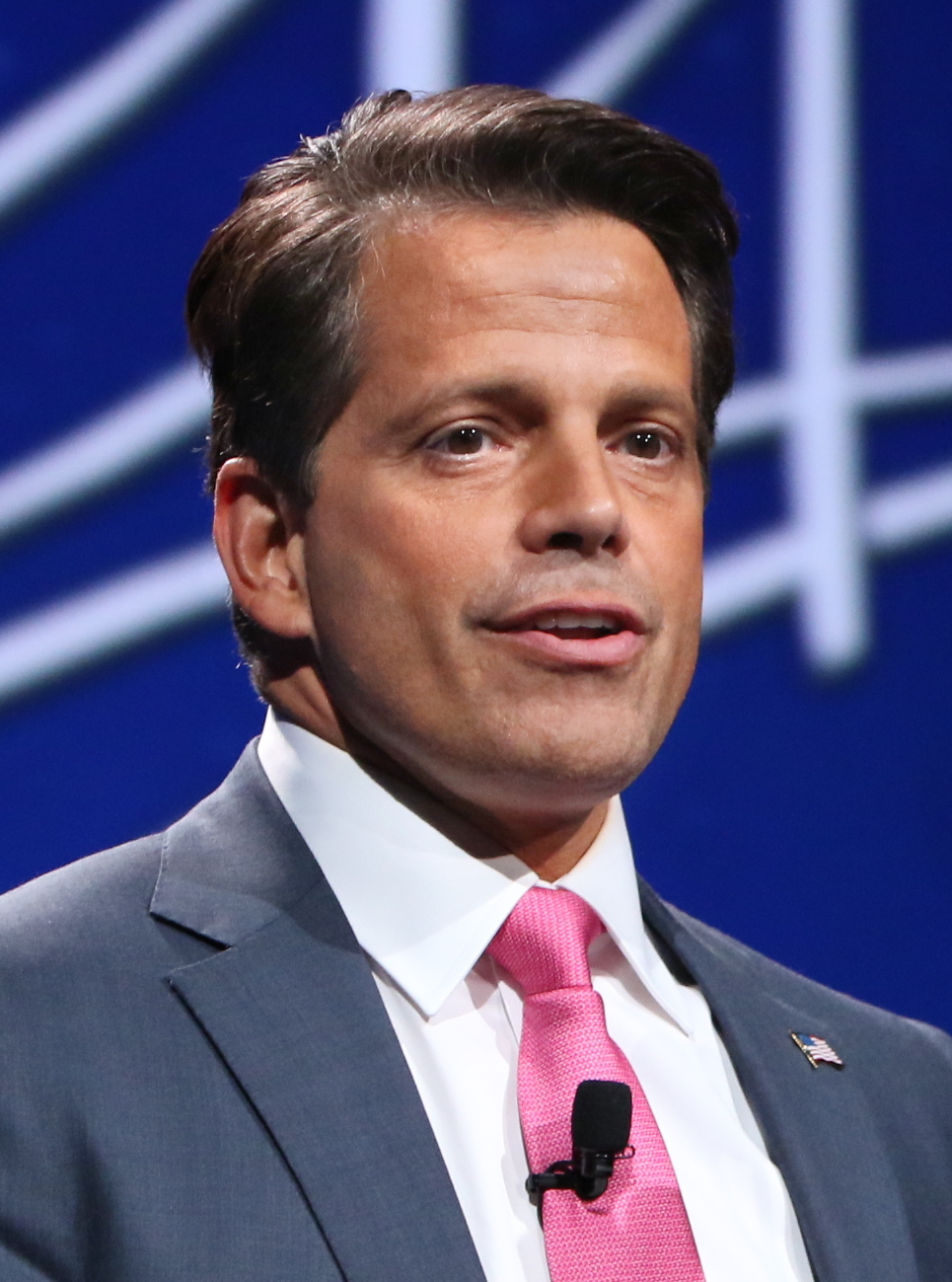
安東尼·斯卡拉姆齊

- 阿莉莎·法拉·格里芬（英语：Alyssa Farah Griffin），白宮戰略交流主管（英语：White House Director of Strategic Communications）（2020年）、美國國防部發言人（2019—2020年）、副總統發言人（2017—2019年）[4]
- 史蒂芬妮·格里沙姆，白宮發言人（2019—2020年）、白宮通訊聯絡辦公室主任（2019—2020年）、美國第一夫人發言人（2017—2019年、2020—2021年）、美國第一夫人幕僚長（2020—2021年）[5]
- 卡西迪·哈欽森，白宮幕僚長首席助理（2020—2021年）[6]
- 莎拉·馬修斯（英语：Sarah Matthews (deputy press secretary)），白宮副發言人（英语：White House Office of the Press Secretary）（2020—2021年）[7][8]
- 奧瑪蘿莎·馬尼戈·紐曼（英语：Omarosa Manigault Newman），公眾聯繫辦公室（英语：Office of Public Liaison）通訊主管（2017—2018年）[9]
- 安東尼·斯卡拉姆齊，白宮通訊聯絡辦公室主任（2017年）[10]
- 奧利維亞·特洛伊（英语：Olivia Troye），麥克·彭斯的國土安全顧問及COVID-19主顧問（2018—2020年）[2]

## 其他行政部門官員
- 格雷格·布勞爾（英语：Greg Brower），聯邦調查局助理主管（2017年）[11]
- 詹姆士·柯米，聯邦調查局長（2013—2017年）[12]
- 索菲亞·金津格（Sofia Kinzinger），美國國土安全部發言人（2020年）、美國副總統辦公室戰略媒體主管（2018—2020年）[13][14]
- 約翰·米特尼克（英语：John Mitnick），美國國土安全部法律總顧問（2018—2019年）[15]
- 伊莉莎白·諾伊曼（英语：Elizabeth Neumann），美國國土安全部反恐主義及威脅避免助理秘書（2018—2020年）、美國國土安全部副幕僚長（2017—2018年）[16][17]

## 延伸閱讀
- "Once Top Advisers to Trump, They Now Call Him ‘Liar,’ ‘Fascist’ and ‘Unfit’" （页面存档备份，存于） (Oct. 30, 2024) by New York Times